# Courteron
Courteron település Franciaországban, Aube megyében. Lakosainak száma 100 fő (2022. január 1.). Courteron Essoyes, Gyé-sur-Seine, Loches-sur-Ource és Plaines-Saint-Lange községekkel határos.

## Népesség
A település népessége az elmúlt években az alábbi módon változott:
| Lakosok száma | 154  | 149  | 149  | 122  | 110  | 107  | 105  | 105  | 103  | 100  |
|               | 1968 | 1982 | 1990 | 2006 | 2013 | 2015 | 2017 | 2019 | 2020 | 2022 |